# Звір (фільм, 1975)
Звір (фр. La Bête) — французький еротичний фільм жахів 1975 року, написаний, змонтований і режисером Валеріаном Боровчиком. Хоча його іноді порівнюють із «Красунею та чудовиськом», у сюжеті немає жодних паралелей, окрім того, що він показує стосунки між звіром (монстром) і жінкою. Фільм був відзначений своїм відвертим сексуальним вмістом, включаючи тератофілію (потяг до монстрів), після його першого випуску. Він став культовим фільмом.
Спочатку вільна адаптація новели «Локіс» Проспера Меріме була задумана як окремий фільм 1972 року. Однак пізніше Боровчик передав «Локіс» як історію (La véritable histoire de la bête du Gévaudan) у «Аморальних історіях» (1974), який мав бути фільмом із шести історій. Після того, як «Аморальні історії» було оновлено як фільм із чотирьох історій, кадри стали омріяним сюжетом «Звіра».

## Сюжет
Бізнесмен Філіп Бродхерст помирає і залишає свій маєток доньці Люсі за умови, що протягом шести місяців вона вийде заміж за Матурана, сина маркіза П'єра де л'Есперанса. Її має одружити кардинал Жозеф до Бало, брат дядька П'єра, каліки герцога Раммаендело до Бало, який ділить їхню розвалену ферму з донькою П'єра Кларисою та їхньою служницею Іфані.
Матурен, який керує сімейним конярським бізнесом, тупий і потворний, ніколи не був охрещений. П'єр викликає місцевого священника додому для хрещення, але П'єр, пообіцявши священнику ремонт у церкві та новий дзвін, проводить обряд сам, щоб священник не дізнався правди про Матуріна.
Люсі та її тітка Вірджинія їдуть з шофером на ферму, але шлях їм перегороджує дерево, що впало. Вони знаходять обхідний шлях до будинку через задні двері, де Люсі розпитує Раммаендело про чутки. Раммаендело, який не підтримує цей шлюб, бо залежить від Матурина, який доглядає за ним, показує їй книгу, в якій описується боротьба прекрасної Ромільди зі звіром у місцевому лісі 200 років тому. Люсі натрапляє на кілька малюнків, що зображують зоофілію, і сексуально збуджується від думки про майбутній шлюб, хоча вона ніколи не зустрічалася з Матуріном.
П'єр шантажує Раммаендело, щоб той переконав брата обвінчатися, кажучи, що має докази того, що Раммаендело отруїв його дружину. Раммаендело не може додзвонитися до кардинала телефоном, тому П'єр надсилає йому телеграму, в якій запевняє, що Матурен охрестився, і закликає його прийти сьогодні ввечері.
Усі збираються на обід, і неотесані манери Матуріна стають очевидними. Люсі та її тітка намагаються виїхати, але їх вмовляють залишитися. Оскільки всі випили забагато вина, більшість зібрання засинає, чекаючи кардинала. Люсі усамітнюється у своїй кімнаті, роздягається, одягає свою тонку весільну сукню, і їй сниться, що вона Ромільда, яка грає на клавесині. Побачивши ягня, яке заблукало в лісі, вона женеться за ним і виявить, що його розірвав чорний волохатий звір.
П'єр підслуховує телефонну розмову Раммаендело з кардиналом, який намагається відмовити його від вінчання. Гнівно перериваючи розмову, П'єр перерізає горло Раммаендело бритвою і вириває телефон зі стіни. У наступному комічному епізоді сну звір з великою видимою ерекцією переслідує Люсі через ліс. Вона втрачає більшу частину свого одягу і опиняється підвішеною за руки на гілці, а звір здійснює на неї сексуальний напад і мастурбує. Люсі прокидається в поту і ставить собі питання, чи це був лише сон. Вона навшпиньки йде до кімнати Матурана, але він спить на своєму ліжку, повністю одягнений. Люсі повертається до своєї кімнати, мастурбує, і їй сниться, що звір злягається з нею. Вона знову прокидається і переконується, що до неї приходив Матурін. Вона знову заходить до його кімнати, але він все ще міцно спить.
Люсі повертається до свого сну. Звір продовжує мастурбувати, а Люсі розтирає його сперму по собі. Зрештою, звір помирає від виснаження. Люсі прокидається і заходить до кімнати Матуріна, де знаходить його мертвим на підлозі. Вона з криком біжить гола через будинок, і всі збігаються їй на допомогу. Вірджинія оглядає тіло Матуріна і виявляє, що під гіпсовою пов'язкою на його руці ховається кіготь замість руки. Знявши з нього одяг, вона виявляє, що він вкритий густим чорним волоссям і має хвіст, що вказує на те, що він є нащадком Ромільди і звіра. Коли приїжджає кардинал, вони в жаху вибігають з дому йому назустріч. Вірджинія заспокоює перелякану Люсі, поки вони їдуть у машині, і Люсі сниться, що вона знову гола в лісі, цього разу ховає звіра.

## Акторський склад
- Сірпа Лейн — Ромільда де л'Есперанс
- Лісбет Хаммел — Люсі Бродхерст
- Елізабет Каза — Вірджинія Бродгерст
- П'єр Бенедетті — Матюрен де л'Есперанс
- Гі Трежан — П'єр де л'Есперанс
- Роланд Армонтель — священник
- Марсель Даліо — Рамондело, герцог Бало
- Роберт Капіа в ролі Роберто Капіа
- Паскаль Ріво в ролі Клариси де л'Есперанс

## Поширення
Прем'єра фільму відбулася 6 січня 1975 року на Фестивалі фантастичного кіно в Аворіазі, а в кінотеатрах Німеччини вийшов 6 лютого 1981 року.

## Відгуки
Фільм добре пройшов у Європі, але прокат фільму у Франції та США викликав суперечки через його еротичний характер. Багато хто вважав, що фільм переборщив зі сценами сексу, а деякі люди казали, що у фільмі був зв'язок зі зоофілією, що призвело до його вилучення з кіно на кілька років. У Великій Британії BBFC відмовився класифікувати сильно скорочену версію для загального прокату в кінотеатрах, і той самий урізаний відбиток ледве уникнув судового переслідування за Законом про непристойні публікації з боку директора прокуратури, коли він був показаний із схваленням Ради Великого Лондона на незалежному каналі Prince. Charles Cinema в Лондоні у вересні 1978 р. На сайті агрегатора рецензій Rotten Tomatoes 68 % з 22 відгуків критиків є позитивними, із середньою оцінкою 5,0/10.
Нині він вважається класикою для культури монстр-еротики, одним із найпам'ятніших порнофільмів про монстрів і одним із найполемічніших. Багато тератофілів казали, що цей фільм відкрив двері для порнографії монстрів і надихнув такі фільми, як: «Одержимість» (1981) і «Дика місцевість» (2016), обидва фільми містять відверті сексуальні зустрічі з монстрами, інопланетянами та міфологічними істотами.

## Подальше читання
Sharp, Kerri (1999). Hairy Hands Make Light Work. Headpress19: World Without End. Headpress Ltd. с. 37—40. ISBN 978-1900486088.